# Rivière Trenche Sud
Pour les articles homonymes, voir Trenche.
La rivière Trenche Sud est un affluent de la rive Ouest de la rivière Trenche, dans le territoire non organisé de Lac-Ashuapmushuan, dans la municipalité régionale de comté (MRC) Le Domaine-du-Roy, dans la région administrative de Saguenay-Lac-Saint-Jean, au Québec, au Canada. Ce cours d'eau fait partie du bassin versant de la rivière Saint-Maurice laquelle se déverse à Trois-Rivières sur la rive Nord du fleuve Saint-Laurent.
L’activité économique du bassin versant de la Rivière Trenche Sud est la foresterie. Le cours de la rivière coule entièrement en zones forestières. La surface de la rivière est généralement gelée de la mi-décembre à la fin mars.

## Géographie
La rivière Trenche Sud prend sa source à l’embouchure lac de l'Aster lac sans nom (longueur : 0,9 km ; altitude : 558 m), situé dans le territoire non organisé de Lac-Ashuapmushuan.
La « rivière Trenche Sud » coule sur 30,5 km, selon les segments suivants :
Cours supérieur de la rivière (segment de 12,9 km)
À partir du lac de tête, la rivière Trenche Sud coule sur :
- 1,1 km vers le Nord-Ouest en traversant un lac sans nom (altitude : 559 m) sur km, puis un autre lac sans noms (altitude : 559 m) sur km, jusqu’à son embouchure ;
- 4,4 km vers le Sud-Est en traversant le Lac au Pékan (altitude : 545 m) sur km constitué par l’élargissement de la rivière, jusqu’à son embouchure ;
- 4,0 km vers le Sud-Ouest en traversant le lac Augustin (altitude : 538 m) sur 3,7 km, jusqu’à son embouchure ;
- 1,1 km vers le Sud en traversant le « Lac du Rapide » (altitude : 536 m) sur 0,8 km, jusqu’à son embouchure ;
- 2,3 km vers le Sud, puis l’Est, en traversant le « Lac Kinogami » (altitude : 537 m) sur 1,5 km, jusqu’à son embouchure ;

Cours inférieur de la rivière (segment de 17,6 km)
À partir du lac Kinogami, la rivière Trenche Sud coule sur :
- 2,0 km vers le Sud-Est en traversant en fin de segment le « Lac du Crabe » (altitude : 534 m) sur 1,9 km comportant deux parties séparées par un pont routier, jusqu’à son embouchure ;
- 2,8 km vers l’Est en traversant en fin de segment le « Lac Roucette » (altitude : 533 m) sur 2,7 km en contournant une presqu’île qui s’avance vers le Sud, jusqu’à son embouchure ;
- 3,2 km vers le Nord-Est en traversant en fin de segment le « Lac de la Prudence » (altitude : 510 m) sur 0,7 km, jusqu’à son embouchure ;
- 5,8 km vers le Nord-Est en traversant le « Lac Focus » (altitude : 484 m) sur 0,2 km en fin de segment, jusqu’à son embouchure ;
- 0,8 km vers le Nord-Est, jusqu’à un ruisseau (venant du Sud et drainant un ensemble de petits lacs notamment les lacs de la Chaîne, du Bourgeon, Rioux et de la Limite) ;
- 3,0 km vers le Nord-Est en coupant la route forestière, puis vers le Nord en traversant un petit lac (altitude : 479 m), jusqu’à la confluence de la rivière[2].

La rivière Trenche Sud se déverse sur la rive Est de la rivière Trenche. Cette confluence est située à :
- 72 km à l’Ouest du Lac Saint-Jean ;
- 70 km au Nord du réservoir Blanc ;
- 122 km au Nord du centre-ville de La Tuque.

## Toponymie
Le toponyme rivière Trenche Sud a été officialisé le 5 décembre 1968 à la Commission de toponymie du Québec.